# Hohenwald
La ville de Hohenwald est le siège du comté de Lewis au Tennessee. Sa population était de 3 754 habitants lors du recensement de 2000. Son nom, en allemand, signifie « Haute Forêt ». 
Elle a été fondée en 1878 et fusionna ensuite avec une ville dénommée New Switzerland située au sud. New Switzerland a été fondée en 1894 par des immigrants suisses en relation avec la voie de chemin de fer N.C.&St.L. (Nashville, Chattanooga and St. Louis Railway).